# BanYa
BanYa (반야), às vezes chamado BANYA ou Banya, é um grupo musical da Andamiro que é responsável pela criação das músicas da Pump It Up. O estilo das músicas varia muito, vai desde hip hop ao electrônico, do rock ao crossovers clássicos.
Remixes clássicos estão entre as produções mais populares do Banya. Várias sonatas, sinfonias e peças de recurso em versões diferentes. Misturando violinos, guitarras e batidas pesadas, essas músicas chamam a atenção dos jogadores por geralmente, serem as mais difíceis de jogar.

## Catálogo de músicas
Os dois primeiros lançamentos sob o nome de BanYa foram Ignition Starts e Hypnosis, embora Bee, Solitary e The Final Audition já haverem sido gravadas por Yahpp como artista independente. Até 2004 eles lançaram 3 álbuns, porém alguns remixes de várias músicas nunca deixaram de ser lançados pelo BanYa para a Pump It Up.
Na Exceed 2, CanCan foi movida do "K-Pop Channel" para o "Banya Channel", apesar de ter sido produzida pela F2 Systems, que trabalhou com a Andamiro para fazer a Extra Mix. Holiday, a outra música da F2, apenas pode ser vista na Extra, Prex e Prex 2.

### Pump It Up: 1st Dance Floor(firstversion)
| Nome              | Nome Koreano | Gênero   | Notas                                                     |
| ----------------- | ------------ | -------- | --------------------------------------------------------- |
| "Hypnosis"        |              | Synthpop | Versão da música "Ride on the Rhythm" de "De Wolfe Music" |
| "Ignition Starts" |              | Hardcore | Versão da música "Buzz" de "De Wolfe Music"               |

### Pump it Up: The 2nd Dance Floor
| Nome                  | Nome Koreano     | Gênero           | Notas                                   |
| --------------------- | ---------------- | ---------------- | --------------------------------------- |
| "Creamy Skinny"       |                  | G-Funk           |                                         |
| "Extravaganza"        | "엑스트라바간자" | Digital Hardcore | Remix de Daft Punk - Burnin'            |
| "Final Audition"      | " 파이널 오디션" | Breakbeat        |                                         |
| "Hate"                | "싫어" ("No")    | Rap Rock         |                                         |
| "Koul"                |                  |                  |                                         |
| "Techno Repeatorment" |                  |                  | Apenas disponível no modo Nonstop Remix |

### Pump It Up: The O.B.G.
| Nome                  | Nome Koreano                 | Gênero    | Notas |
| --------------------- | ---------------------------- | --------- | --- |
| "An Interesting View" | "서울구경"                   |           | |
| "Close Your Eyes"     | "눈을감아"                   |           | |
| "Final Audition 2"    | "파이널 오디션 2"            | Big Beat  | |
| "Free Style"          |                              | Hip Hop   | Características Honey Family |
| "Midnight Blue"       |                              |           | A segunda música mais lenta da Pump It Up, com oitenta BPM, atrás apenas de Bonaccia, com 76 BPM / Baseada em Midnight Blue de Louise Tucker |
| "Naissance"           | "태동"                       | Breakbeat | |
| "Nightmare"           | "악몽"                       |           | |
| "Pumping Up"          |                              |           | |
| "She Likes Pizza"     | "그녀는 피자를 좋아해"       |           | Até agora a música mais rápida da Pump It Up, at 230 BPM                                                                                     |
| "Turkey March"        | "터키 행진곡"                |           | Remix da música Rondo alla Turca de Mozart                                                                                                   |
| "With My Lover"       | "님과함께", "To Be With You" |           | |

### Pump It Up: The O.B.G. SE
| Nome         | Nome Koreano       | Gênero  | Notas                                                             |
| ------------ | ------------------ | ------- | ----------------------------------------------------------------- |
| "Betrayer"   | "사랑가"           | Hip Hop | Features Drunken Tiger; baseada em uma canção tradicional Koreana |
| "First Love" | "첫사랑"           | Ragga   |                                                                   |
| "Mr. Larpus" | "미스터 라푸스"    |         | Baseada em The Surfaris' "Wipe Out"                               |
| "Oh! Rosa"   |                    | Salsa   |                                                                   |
| "Solitary"   | "무혼" (or "武魂") |         |                                                                   |

### Pump It Up: The Perfect Collection
| Nome                   | Nome Koreano      | Gênero  | Notas                                                          |
| ---------------------- | ----------------- | ------- | -------------------------------------------------------------- |
| "All I Want for X-Mas" |                   |         |                                                                |
| "Beethoven Virus"      | "베토벤 바이러스" |         | Remix de Beethoven "Pathétique", op.13, mov.3: rondo (allegro) |
| "N"                    | "엔 "             | Hip Hop |                                                                |
| "Pump Jump"            |                   |         |                                                                |
| "Rolling Christmas"    |                   |         | Um remix de música de natal                                    |

### Pump It Up: Extra
| Nome                       | Nome Koreano               | Gênero | Notas |
| -------------------------- | -------------------------- | ------ | ----- |
| "Final Audition Episode 1" | "파이널 오디션 에피소드 1" |        |       |
| "Chicken Wing"             |                            |        |       |

### Pump It Up: The Premiere 2 / Pump It Up: The Rebirth
| Nome                    | Nome Koreano           | Gênero      | Notas                                                                               |
| ----------------------- | ---------------------- | ----------- | ----------------------------------------------------------------------------------- |
| "Csikos Post"           |                        |             | Baseada em Hermann Necke's "Csikos Post"                                            |
| "Dance With Me"         |                        | Electro-hop |                                                                                     |
| "Dr.M"                  | "닥터 엠"              |             | Remix de Mozart "Symphony No. 40"                                                   |
| "Emperor"               |                        |             |                                                                                     |
| "Get Your Groove On"    |                        | Rap Rock    |                                                                                     |
| "Love Is a Danger Zone" | "러브 이즈 어 댄저 존" |             |                                                                                     |
| "Maria"                 |                        |             | Remix of Franz Schubert's Ave Maria                                                 |
| "Miss's Story"          | "미스 에스 스토리"     | Hip Hop     | Remix de Beethoven 5º Symphony                                                      |
| "Mission Possible"      |                        |             | Baseada em no tema de Missão Impossível, por Lalo Schifrin                          |
| "My Way"                |                        | Funk        |                                                                                     |
| "Oy Oy Oy"              |                        | Cha-cha-cha | Tem uma versão em espanhol, nunca inclusa em nenhuma versão da Pump it Up           |
| "Point Break"           | "포인트 브레이크"      |             | Remix de Bach Orchestral Suite No. 3 in D major, segunda parte Air on the G String. |
| "Set Me Up"             |                        |             |                                                                                     |
| "Street Show Down"      | "스트리트 쇼 다운"     | Hip House   |                                                                                     |
| "Till The End Of Time"  |                        |             |                                                                                     |
| "Vook"                  | "부크"                 |             |                                                                                     |
| "We Will Meet Again"    |                        | Funk        |                                                                                     |
| "Will O The Wisp"       | "윌 오 더 위스프"      |             | O vídeo de fundo original foi substituído porque poderia causar convulsões.         |
| "Winter"                | "윈터"                 |             | Remix do movimento 1 (Allegro Non Molto) de Vivaldi "Winter" de As quatro estações  |

### Pump It Up: The Premiere 3
| Nome              | Nome Koreano      | Gênero | Notas                                                          |
| ----------------- | ----------------- | ------ | -------------------------------------------------------------- |
| "Beat of the War" | "비트 오브 더 워" |        | Baseada em "Holy Wars... The Punishment Due" da banda Megadeth |
| "Bee"             | "비"              |        | Remix de Rimsky-Korsakov "The Flight of the Bumblebee"         |
| "D Gang"          |                   |        |                                                                |
| "Hello"           |                   | Salsa  |                                                                |

### Pump It Up: The PREX 3
| Nome         | Nome Koreano | Gênero | Notas |
| ------------ | ------------ | ------ | ----- |
| "Come to Me" | "컴 투 미"   |        |       |

### Pump It Up: Exceed
| Title                      | Korean title          | Genre     | Notes |
| -------------------------- | --------------------- | --------- | --- |
| "Blazing"                  |                       | Salsa     | |
| "Final Audition 3 U.F"     | "파이널 오디션 3"     | Breakbeat | |
| "Get Up!!"                 | "겟 업!"              |           | Remix de Beethoven Ninth Symphony                                                                             |
| "Monkey Fingers"           | "몽키 핑거즈"         |           | A canção secreta nesta versão. Baseado em uma canção infantil coreana.                                        |
| "Naissance 2"              | "태동 2"              | Big Beat  | Notável para o fato de que quase toda a música é composta de Exemplos                                         |
| "Pump Me Amadeus"          |                       |           | Remix de Mozart 25th Symphony                                                                                 |
| "X-Treme"                  | "엑스트림"            |           | This features some of the same samples that Gorgeous 2012 by NAOKI under the pseudonym "The Surrenders" used. |
| "Oh! Rosa Spanish version" | "오! 로사!(스페인어)" | Salsa     | Uma música secreta dessa versão. Há uma versão em espanhol de Oh! Rosa liberada na The O.B.G. SE.             |
| "First Love Spanish"       | "첫사랑(스페인어)"    | Ragga     | Uma música secreta dessa versão. Versão em espanhol de First Love.                                            |

### Pump It Up: Exceed 2
| Nome         | Nome Koreano | Gênero | Notas                                  |
| ------------ | ------------ | ------ | -------------------------------------- |
| "Canon-D"    | "캐논 디"    |        | Baseada em Johann Pachelbel Canon in D |
| "Hi-Bi"      | "하이 바이"  |        |                                        |
| "J Bong"     | "제이 봉"    |        |                                        |
| "Solitary 2" | "무혼 2"     |        | Uma música secreta dessa versão.       |

### Pump It Up: Zero
| Nome                      | Nome Koreano                | Gênero  | Notas                                                                   |
| ------------------------- | --------------------------- | ------- | ----------------------------------------------------------------------- |
| "Love is a Danger Zone 2" | "러브 이즈 어 댄저 존 pt.2" |         | Inspirada em "Motorbreath" (The Beginning) de Metallica                 |
| "Beat of the War 2"       | "비트 오브 더 워 2"         |         | Baseada em "Holy Wars... The Punishment Due" de Megadeth                |
| "Jump"                    |                             | Sambass |                                                                         |
| "Moonlight"               | "월광"                      |         | Baseada em Moonlight Sonata's 3rd Movement: Presto agitato de Beethoven |
| "Papa Gonzales"           |                             | Salsa   |                                                                         |
| "Phantom"                 | "팬텀"                      |         | Baseada na música tema de The Phantom of the Opera                      |
| "Witch Doctor"            | "위치 닥터"                 |         | Música travada nessa versão.                                            |

### Pump It Up: NX
| Nome                            | Nome Koreano                 | Gênero      | Notas |
| ------------------------------- | ---------------------------- | ----------- | --- |
| "2006 Love Song"                | "사랑가 2006"                | Hip hop     | Remake de Betrayer da SE.                                                                                   |
| "Do You Know That -Old School-" | "두 유 노우 댓-올드 스쿨"    | Hip Hop     | |
| "Gun Rock"                      |                              | Heavy Metal | |
| "Bullfighting's Song"           | "투우사의 노래"              |             | Baseado no Toreador Song in opera Carmen                                                                    |
| "Ugly Dee"                      | "미운오리 새끼"              |             | Remix of Swan Lake by Pyotr Ilyich Tchaikovsky                                                              |
| "Witch Doctor #1"               | "위치 닥터 #1"               |             | Remake e versão lenta Witch Doctor da PIU ZERO                                                              |
| "Arch of Darkness"              | "아크 오브 다크니스"         | New Wave    | |
| "Fire"                          |                              |             | Conhecida como "Fire Game. Apenas disponível no World Tour da NX. No WORLDMAX e no Another channel da NX2." |
| "Chimera"                       | "키메라"                     |             | Remake de Queen of the Night em The Magic Flute de Wolfgang Amadeus Mozart                                  |
| "Final Audition Episode 2-1"    | "파이널 오디션 에피소드 2-1" |             | |
| "Final Audition Episode 2-2"    | "파이널 오디션 에피소드 2-2" |             | Inspirada em Far Beyond the Sun de Yngwie Malmsteen                                                         |

### Pump It Up: NX2
| Nome                | Nome Koreano           | Gênero      | Notas                                                                                      |
| ------------------- | ---------------------- | ----------- | ------------------------------------------------------------------------------------------ |
| "Solitary 1.5"      | "무혼 1.5"             |             | Remix da segunda parte não usada de Solitary. Destravada usando o Pendrive.                |
| "Pumptris Quattro"  | "펌트리스 꽈뜨로"      |             | Música baseada no tema de Tetris.                                                          |
| "Faster Z"          | "패스터 Z"             |             | Remix de Sarasate's peça clássica Zigeunerweisen.                                          |
| "Guitar Man"        | "기타맨"               |             |                                                                                            |
| "Money"             | "머니"                 |             |                                                                                            |
| "Jam O Beat"        | "잼 오 비트 "          |             |                                                                                            |
| "Beat the Ghost"    | "비트 더 고스트"       |             |                                                                                            |
| "Caprice of Otada"  | "카프리스 오브 오타다" |             | Baseada em Rachmaninov Rhapsody num tema de Paganini (Caprice #24)                         |
| "Higgledy Piggledy" | "히글디 피글디"        | Nuevo Tango | Um mix de temas clássicos: "Habanera" de Georges Bizet e "Por una cabeza" de Carlos Gardel |
| "Monkey Fingers 2"  | "몽키 핑거즈2"         |             | Nova versão de Monkey Fingers.                                                             |

### Pump It Up: NXA
| Nome                           | Nome Koreano | Gênero         | Notas                                                 |
| ------------------------------ | ------------ | -------------- | ----------------------------------------------------- |
| "People Didn't Know"           |              | House          |                                                       |
| "Dj Otada"                     |              | Happy Hardcore | Música baseada no "Trumpet Concerto" de Joseph Haydn  |
| "K.O.A ~Alice in Wonderworld~" |              |                |                                                       |
| "My Dreams"                    |              |                | Pequena parte baseada em "Feel Good Inc." e Gorillaz. |
| "Toccata"                      |              | Trip Hop       | Baseada em Toccata and Fugue, composta por Bach.      |
| "Blaze Emotion"                |              |                |                                                       |
| "Cannon X.1"                   |              |                | Destravada usando pendrive.                           |
| "Chopsticks Challenge"         |              | Electro House  |                                                       |
| "Final Audition Episode 2-X"   |              |                | Disponível a partir de 2009 nas máquinas com NXA.     |

### Músicas adicionais
A BanYa também lançou CDs promocionais que não podem ser vistos em nenhum jogo:
- "Warm Shadow in a Stranger's Eyes"
- "Going Home"
- "Golden Tears"
- "Let Me Break it Down"

Bem como as versões completas das músicas disponíveis no jogo:
- "Beat of the War 2" (Versão que pode ser jogada na NX e NX2)
- "Canon-D" (a versão completa é um remix secreto na Exceed 2.Ela também aparece no Remix Station da Zero e no Special Zone da NX/NX2)
- "Dance With Me"
- "Emperor"
- "Final Audition"
- "Fire" (Versão que pode ser jogada na NX e NX2)
- "Get Your Groove On"
- "Hate"
- "Love is a Danger Zone 2" (Versão que pode ser jogada na NX e NX2)
- "Maria"
- "Miss's Story"
- "Mission Possible"
- "Mr. Larpus"
- "My Way"
- "N"
- "Oh! Rosa"
- "Oy Oy Oy"
- "Point Break"
- "Pump Jump"
- "She Likes Pizza"
- "Solitary"
- "Winter"

## Discografia

### The 1st Step to the BanYa
The 1st Step to the BanYa é um álbum que contém todas suas músicas, desde o "Pump it up: The 1st dance floor" até o "The OBG SE", com exceção de Creamy skinny e Koul, do "The 2nd dance floor. Ele também inclui uma versão em guitarra da música Ignition Starts (ao invés da versão hardcore original), uma versão de Hate sung by Pp (a mesma garota que cantou Pumping Up) e uma música completamente nova, uma balada intitulada Warm Shadow in a Stranger's Eyes (Numa tradução rude, como é muito difícil traduzir este título do coreano). Todas as músicas que existiram numa versão mais longa do que as que aparecem no jogo foram incluídas nas suas versões originais, com exceção de The Final Audition.
1. Nightmare
2. Midnight Blue
3. She Likes Pizza (Pump mix)
4. Close Your Eyes
5. Free Style
6. Turkey March
7. Pumping Up
8. First Love
9. An Interesting View
10. Oh! Rosa (Pump mix)
11. With My Lover
12. Betrayer (Pump mix)
13. Final Audition (Pump mix)
14. Naissance
15. Ignition Starts (guitar version)
16. Final Audition 2
17. Hypnosis
18. Mr Larpus (Pump mix)
19. Extravaganza
20. Solitary (Pump mix)
21. Betrayer (Original version)
22. Hate
23. Hate (Pp version)
24. Oh! Rosa (Original version)
25. She Likes Pizza (Original version)
26. Solitary (Original version)
27. Mr Larpus (Original version)
28. Warm Shadow in a Stranger's Eyes

### Interlock
1. Pump Jump
2. Mission Possible
3. My Way
4. The Emperor
5. Golden Tears
6. Get Your Groove On
7. Going Home
8. All I Want for X-Mas
9. Let Me Break It Down
10. Love Is A Danger Zone
11. Street Show Down
12. Will-O'-The-Wisp
13. Beethoven Virus
14. Maria
15. Dr.M
16. Point Break
17. Winter
18. Chicken Wing(Mutation)

### Unfinished
1. Final Audition 3 U.F
2. Beat of the War
3. Naissance 2
4. Csikos Post
5. Rolling Christmas
6. Hello
7. D Gang
8. Bee
9. Vook
10. Pump Me Amadeus
11. Get Up!!
12. Blazing
13. Set me Up
14. Come to Me
15. Miss's Story
16. Oy Oy Oy
17. N
18. Till the end of Time
19. Dance With Me
20. Monkey Fingers
21. We Will Meet Again